# Triple saut masculin aux championnats du monde d'athlétisme en salle 1995
Navigation
1993 1997
Le concours du triple saut masculin des championnats du monde en salle de 1995 s'est déroulé les 11 et 12 mars 1995 au Palais de Sant Jordi de Barcelone, en Espagne. Il est remporté par le Bermudien Brian Wellman.

## Résultats

### Finale
| Rang               | Athlète           | Pays            | Essais | Essais | Essais | Essais | Essais | Essais | Marque | Note |
| Rang               | Athlète           | Pays            | 1      | 2      | 3      | 4      | 5      | 6      | Marque | Note |
| ------------------ | ----------------- | --------------- | ------ | ------ | ------ | ------ | ------ | ------ | ------ | ---- |
| Médaille d'or      | Brian Wellman     | Bermudes        | x      | 17.72  | x      | x      | –      | x      | 17.72  | CR   |
| Médaille d'argent  | Yoelvis Quesada   | Cuba            | 17.11  | 17.52  | 17.62  | x      | –      | 17.36  | 17.62  |      |
| Médaille de bronze | Serge Hélan       | France          | 15.63  | 16.41  | 16.63  | x      | 14.07  | 17.06  | 17.06  |      |
| 4                  | Lars Hedman       | Suède           | 16.86  | 16.80  | x      | 16.76  | x      | 15.51  | 16.86  |      |
| 5                  | Arne Holm         | Suède           | 14.83  | 16.81  | x      | x      | 15.98  | 16.35  | 16.81  |      |
| 6                  | LaMark Carter     | États-Unis      | 16.73  | 16.02  | 16.49  | 16.67  | 16.67  | 16.80  | 16.80  |      |
| 7                  | Francis Agyepong  | Grande-Bretagne | x      | 16.17  | 16.74  | x      | x      | 14.44  | 16.74  |      |
| 8                  | Garfield Anselm   | France          | 16.02  | x      | 16.37  | 16.51  | x      | 16.41  | 16.51  |      |
| 9                  | Armen Martirosyan | Arménie         | 16.37  | 16.35  | x      |        |        |        | 16.37  |      |
| 10                 | Dmitriy Byzov     | Russie          | 15.90  | x      | 16.23  |        |        |        | 16.23  |      |
|                    | Edrick Floréal    | Canada          | x      | –      | –      |        |        |        | NM     |      |
|                    | Stoyko Tsonov     | Bulgarie        |        |        |        |        |        |        | DNS    |      |

## Légende
Records et Performances
- AR : Record continental (area record)
- CR : Record des championnats (championship record)
- MR : Record du meeting (meet record)
- NR : Record national (national record)
- OR : Record olympique (olympic record)
- PR : Record paralympique (paralympic record)
- PB : Record personnel (personal best)
- SB : Meilleure performance personnelle de la saison (season's best)
- WL : Meilleure performance mondiale de l'année (world leader)
- WJR : Record du monde junior (world junior record)
- WR : Record du monde (world record)

Circonstances et Conditions
- DNF : N'a pas terminé (did not finish)
- DNS : N'a pas pris le départ (did not start)
- DQ : Disqualification (disqualification)
- NM : Aucun essai valable enregistré (No Mark)
- Q : Qualifié « directement » au prochain tour (ou à la prochaine compétition), lors d'une compétition majeure, grâce au classement ou à la réalisation des minima (automatic qualifier)
- q : Qualifié au prochain tour (ou à la prochaine compétition), lors d'une compétition majeure, grâce au repêchage ou à la réalisation de l'une des meilleures performances parmi celles des « non qualifiés directement » (grâce au meilleur temps ou à la meilleure distance par exemple) (secondary qualifier)